# Vitis aestivalis
Vitis aestivalis — вид рослин з роду виноград (Vitis).

## Поширення та середовище існування
Вид є ендемічним для США (регіони: Алабама, Арканзас, Коннектикут, Делавер, Колумбія, Флорида, Джорджія, Іллінойс, Індіана, Айова, Канзас, Кентуккі, Луїзіана, Мен, Меріленд, Массачусетс, Мічиган, Міннесота, Міссісіпі, Міссурі, Небраска, Нью-Гемпшир, Нью-Джерсі, Нью-Йорк, Північна Кароліна, Огайо, Оклахома, Пенсильванія, Род-Айленд, Південна Кароліна, Теннессі, Техас, Вермонт, Вірджинія, Західна Вірджинія, Вісконсин) та Канади (штат Онтаріо). Також V. aestivalis був інтродукований в Угорщину. Зростає у лісах, узліссях, заростях та чагарниках, на берегах струмків або річок, на висоті від 0 до 2000 метрів над рівнем моря.

## Опис
Кора відшаровується клаптиками. Вузлові діафрагми завтовшки 1—4 мм. Гілочки великі, павутиноподібно-лускаті або голі. Вусики стійкі, розміщені вздовж гілочок, з'являються лише у двох послідовних вузлах. Прилистки завдовжки 1—4 мм. Черешок приблизно дорівнює довжині листкової лопаті. Листкова пластинка від серцеподібної до округлої, завдовжки від 7 до 25 см, іноді з глибоким загостренням, верхівка гостра або загострена. Суцвіття завдовжки 7—20 см. Квітки одностатеві. Ягоди чорні, із сизим нальотом, кулясті, діаметром 8—20 мм. Кількість хромосом 2n = 38. Цвіте з квітня по червень, плодоносить з липня по вересень.